# Calau-de-casquete-amarelo
O calau-de-casquete-amarelo (Ceratogymna elata) é uma ave da família Bucerotidae.

## Distribuição e habitat
Ocorre nas regiões costeiras da África Ocidental, desde a Gâmbia, passando pela Costa do Marfim até aos Camarões.
Vive sobretudo nas copas das florestas.